# Parti de l'unité (Liberia)
Pour les articles homonymes, voir Parti de l'unité.
Le Parti de l’unité (UP) est un parti politique du Liberia fondé en 1984 par Edward Kesselly. En octobre 1985, le Parti de l’unité participa ensuite aux premières élections démocratiques depuis le coup d’État de Samuel Doe et est au pouvoir de 2005 à 2017.
Lors des élections du 19 juillet 1997, Ellen Jonhson Sirleaf avait recueilli 9,58 % des suffrages et le parti avait remporté 7 sièges à la Chambre des représentants et trois au Sénat. Les observateurs internationaux avaient qualifié le scrutin de libre et transparent, mais avaient constaté des tensions, les électeurs craignant un retour à la guerre si le Parti national patriotique et son candidat Charles Taylor avaient perdu les élections.
Candidate officielle du UP à l'élection présidentielle de 2005, Ellen Johnson Sirleaf bat George Weah du Congrès pour le changement démocratique au second tour ; le parti remporte également huit sièges à la Chambre des représentants et trois sièges au Sénat. Ellen Johnson Sirleaf est réélue en 2011. Son ancien vice-président, Joseph Boakai, défait le président sortant, George Weah, à l'élection présidentielle de 2023.